# Lucas Braga
Lucas Braga Ribeiro ou simplesmente Lucas Braga (São Paulo, 10 de novembro de 1996) é um futebolista brasileiro que atua como ponta-esquerda. Atualmente joga pelo Vitória.

## Carreira

### Antecedentes
Nascido na Zona Oeste de São Paulo, deu seus primeiros passos em campos de futebol graças a um projeto social do qual fazia parte no futebol de várzea.

### J. Malucelli
Em agosto de 2016, Lucas Braga ingressou nas bases do J. Malucelli.
Promovido ao time principal para a temporada de 2017, ele fez sua estreia em 30 de março daquele ano, entrando como um substituto no segundo tempo em uma derrota por 1–0 fora de casa contra o PSTC.

### Batel
Após problemas administrativos e com a falência do J. Malucelli no mesmo ano, Lucas Braga deixou o clube e ingressou no Batel de Guarapuava. Ele marcou seu primeiro gol no clube, marcando o primeiro gol em uma goleada em casa por 4–0 sobre o União Futebol Clube de Nova Fátima em 5 de novembro de 2017.

### Luverdense
Em 12 de janeiro de 2018, Braga assinou com o Luverdense para o Campeonato Brasileiro - Série C. Regularmente utilizado pelo seu novo clube, marcou seu primeiro gol pelo em 14 de maio, marcando o último na goleada em casa por 4–1 sobre o Volta Redonda.

### Vila Nova
Em 28 de agosto de 2018, Braga foi emprestado ao Vila Nova, da Série B, até o final da temporada. Ele contribuiu com seis aparições antes de retornar ao seu clube de origem para a temporada de 2019.

### Santos
Torcedor santista desde a juventude, em 29 de dezembro de 2018, foi anunciado que Lucas Braga havia concordado com um pré-contrato com o Santos. No dia 5 de junho de 2019, assinou um contrato até junho de 2022, após o término de seu contrato com o Luverdense, e começou a jogar pelo sub-23 da equipe.

### Cuiabá
Em 9 de setembro de 2019, Lucas Braga se transferiu para o Cuiabá por empréstimo até o final da temporada.

### Inter de Limeira
No dia 13 de dezembro, ele foi anunciado na Inter de Limeira, também em um acordo temporário. Ele impressionou durante sua passagem pelo time, marcando o seu único gol na Inter de Limeira contra o Oeste, no dia 23 de julho de 2020.

### Retorno ao Santos
Em 5 de agosto de 2020, Lucas Braga retornou ao Santos e foi relacionado para o elenco principal. Ele fez sua estreia pelo clube no dia 20 de agosto, entrando como um substituto no segundo tempo para Kaio Jorge em uma vitória por 1–0 contra o Sport pelo Campeonato Brasileiro.
Lucas Braga fez o seu primeiro jogo na Libertadores em 1 de outubro de 2020, substituindo Yeferson Soteldo no final da vitória fora de casa por 3–2 contra o Olimpia. Na mesma competição, Lucas Braga marcou seu primeiro gol pelo Santos em uma vitória de virada por 2–1 sobre o Defensa y Justicia em plena Vila Belmiro.
De 2020 até o fim de 2023, oscilou entre titular e reserva do Peixe, mas atuou pelo menos 41 partidas em todas as temporadas pelo clube. Até 2023, foram 199 jogos e 18 gols marcados.

### Shimizu S-Pulse
No dia 26 de dezembro de 2023, Lucas Braga foi emprestado ao clube japonês Shimizu S-Pulse, por um contrato de uma temporada, para a disputa da segunda divisão do Japão.
Durante o empréstimo, foram 8 gols em 35 confrontos pela J-League 2 e um duelo pela Copa do Imperador.

### Novo retorno ao Santos
No início de 2025, foi reintegrado ao elenco do Santos. No início de temporada, foi titular na vitória do Peixe sobre o Mirassol e entrou no decorrer das partidas contra Ponte Preta e Palmeiras, mas não convenceu e sofreu com críticas da torcida.
No total, Lucas Braga disputou 202 jogos com a camisa do Peixe, marcou 18 gols e concedeu nove assistências.

### Vitória
Em fevereiro de 2025, o Vitória acertou a contratação do atacante por R$ 5 milhões por 70% dos direitos econômicos do atleta, que chegou em definitivo e com um contrato de três temporadas.

## Títulos
Cuiabá
- Copa Verde: 2019

Shimizu S-Pulse
- J2 League: 2024